# Dane Cameron
Dane Cameron (Glen Ellen, California, 18 de octubre de 1988) es un piloto de automovilismo estadounidense. Ha participado en campeonatos de carreras de resistencia en Estados Unidos, ganando el título de IMSA SportsCar Championship en 2014 en la clase GT Daytona, y en 2016 y 2019 en la clase Prototipos. El piloto logró la victoria absoluta en las 24 Horas de Daytona de 2024.

## Inicios
Después de karting, Cameron comenzó su carrera de automovilismo en 2005 en la Escuela de Carreras Jim Russell y en la Fórmula Russell, donde ganó el campeonato. En 2006 compitió en el Campeonato Nacional F2000 estadounidense y terminó subcampeón de J. R. Hildebrand. Cameron ganó una beca para participar en el torneo otoñal de la Fórmula Palmer Audi, que logró el título con 4 triunfos.
En 2007, Cameron compitió en la Star Mazda y ganó el título sobre James Davison, con tres victorias, cuatro segundos lugares, un tercero y dos cuartos.  Con su campeonato ganó una beca para competir en la Fórmula Atlantic en 2008, donde Cameron terminó séptimo en la temporada con un segundo y un tercer lugar como mejores resultados.

## Grand-Am y American Le Mans Series
Cameron decidió participar en las carreras de resistencia en 2009, donde condujo un Mazda RX-8 en la Grand-Am Rolex Sports Car Series para Racers Edge Motorsports. Terminó 19º en el campeonato de pilotos de la clase GT con un tercer lugar y un cuarto. El californiano hizo solamente dos apariciones el año siguiente en  la Rolex Sports Car Series, pero ambos estaban en la clase Prototipo Daytona. Estuvo en las 24 Horas de Daytona para Beyer Racing y la carrera de New Jersey Motorsports Park para Starworks Motorsport.
En 2011 compitió con el equipo Dempsey Racing / Team Seattle con un Mazda RX-8, regresando a la clase GT de la Rolex Sports Car Series. Teniendo como compañero a James Gue, terminaron séptimos en el campeonato con tres terceras posiciones y seis llegadas entre los cinco primeros. También, obtuvo una victoria en las 12 Horas de Sebring (fecha válida de la American Le Mans Series) en la clase LMPC, ubicándose noveno en la clasificación general.
En 2012 condujo un Mazda RX-8 del equipo Sahlen en la Rolex Sport Car Series con Wayne Nonnamaker. Resultó noveno en la clase GT con una victoria en la clase en Laguna Seca y dos podios adicionales. En ese mismo año, compitió en tres carreras de la American Le Mans Series, una en la clase PC, y dos en la P2. 
Cameron y el equipo Sahlen siguieron en la temporada siguiente en la Rolex Sport Car Series, pero con un Riley-BMW de la clase Prototipos. Con dos cuartas posiciones, terminó décimo en la clasificación de pilotos. Además, participó en cuatro carreras de clase LMPC de la American Le Mans, obteniendo un segundo y un tercer lugar junto con su compañero Mike Guasch, ayudando a este último a consagrarse campeón de la clase.

## IMSA SportsCar Championship
En 2014, Cameron pasó a la clase GT Daytona del nuevo campeonato IMSA SportsCar Championship para conducir un BMW Z4 del equipo Turner con Markus Palttala. Logró cuatro victorias de clase y dos terceros lugares, ganando el campeonato de pilotos GTD.
Al año siguiente, Cameron pilotó un Corvette DP de la clase Prototipos para el equipo Action Express Racing. Formando dupla con Eric Curran, ganó en Detroit y Road America, llegó al podio en dos ocasiones más y en el resto de las fechas llegó entre los 5 mejores. No obstante terminó quinto en el campeonato a escasos puntos de los campeones João Barbosa y Christian Fittipaldi, y de los subcampeones Michael Valiante y Richard Westbrook. Además, en el mismo campeonato, disputó la fecha de Lime Rock exclusivamente para la clase GTD, la cual ganaría con un BMW Z4 de Turner.
Para la temporada siguiente, consiguió dos victorias (Mosport y Road America) y siete podios, consagrándose campeón de la clase prototipos, superando por tan solo tres puntos a la dupla Fittipaldi-Barbosa.
En 2017, con el nuevo Cadillac DPi, Cameron no pudo defender el título al ser superados por los hermanos Taylor, finalizando subcampeón con una victoria, cuatro segundas posiciones y una tercera. Además, estuvo en la doble fecha de Lime Rock por la Pirelli World Challenge, donde ganó una carrera y terminó segundo en otra. Por otro lado participó de las 8 Horas de California, correspondiente al Intercontinental GT Challenge, finalizando cuarto con un Acura NSX.
Penske contrató a Cameron para la temporada 2018, formando dupla con Juan Pablo Montoya. Logró cuatro podios con un Acura DPi, finalizando octavo en la temporada. El año siguiente, obtuvo tres victorias, un segundo lugar y tres terceros, logrando el campeonato.
Además, en 2019, disputó la mayoría de las carreras de la Blancpain GT World Challenge América con un Acura NSX de la clase Pro Am. Obtuvo siete victorias en su clase, destacando que una de ellas también fue en la general, pero no puedo ganar el título en la divisional Pro Am debido a un tecnicismo reglamentario que impedía a los pilotos profesionales clasificarse solos en el campeonato de la clase. También participó de las 9 Horas de Kyalami, pero se retiró por problemas mecánicos.
En 2020, Cameron logró tres podios pero ningún ninguna victoria para Penksa en la IMSA, y finalizó séptimo en el campeonato de equipos. En 2021, continuó en Acura como piloto de prototipos en la IMSA pero en el equipo Meyer Shank. Obtuvo dos podios y se ubicó quinto en el campeonato de pilotos.
Penske contrató nuevamente a Cameron para desarrollar el nuevo Porsche 963. El equipo participó en tres fechas del Campeonato Mundial de Resistencia de la FIA con un Oreca de la clase LMP2, sin lograr podios. En 2023, el piloto disputó la temporada completa con el Porsche 963, sin lograr podios.
Cameron continuó con el equipo Porsche Penske en 2024, pero de vuelta en el campeonato IMSA. Triunfó en las 24 Horas de Daytona, acompañado de Matt Campbell, Felipe Nasr y Josef Newgarden.